# Gancube
Gancube ou Gans est une marque de 
puzzle créé par Ganyuan Jiang, détenteur du premier record chinois de speedcubing 3x3, en 2007.

## Historique
Gancube sort son premier cube en 2011, le Ganspuzzle I.
Elle a depuis commencé la conception de speedcubes hauts de games, créant des produits utilisés pour battre de nombreux records du monde, notamment le record de moyenne sur 5 résolutions  ( Ao5 ) par Feliks Zemdegs,, réalisé avec le Gan XS.
Gancube continue chaque année à évoluer dans son domaine avec un nouveau modèle de la série "Gan Maglev", le Gan 15 maglev est le dernier en date, sortis en septembre 2024, fêtant d'ailleurs les 10 ans de l'entreprise.
Leurs cubes sont particulièrement adaptés avec de nouvelles technologies d'aimants aidants à optimiser le plus possible le meilleur temps des cubeurs. ils sont aussi particulièrement réglables aidant les cubeurs à adapter au maximum leur cube à leurs habitudes.
Gans a été constituée en société en 2014, sous le nom de Gancube, Ganyuan Jiang étant toujours le seul propriétaire.

## Modèles
Gancube met en vente plusieurs gammes de cubes :
- les "Gan Maglev" sont les modèles les plus haut de gamme embarquant les meilleures tecchnologies d'aimants, le dernier en date étant le Gan 15 Maglev, ils sont en général aux alentours de 60$.
- les "Gan i" sont des modèles de "cubes connectés" permettant notamment, grâce à une application de faire des combats en ligne, le dernier en date étant le Gan 356 i 3, ils sont en général aux alentours de 60$.
- le Gan 365 M est le modèle d'entrée de gamme, comportant quand même un système d'aimants très simple, il est très attractif pour les débutants, se trouvant aux alentours de 17$.
- Gan proposent aussi des autres types de cubes comme le 2x2, le 4x4 et d'autres formes de cubes comme le megaminx par exemple.